# NGC 4679
NGC 4679 is een balkspiraalstelsel in het sterrenbeeld Centaur. Het hemelobject werd op 22 april 1835 ontdekt door de Britse astronoom John Herschel.

## Synoniemen
- ESO 322-82
- MCG -6-28-18
- DCL 209
- IRAS 12447-3917
- PGC 43170